# 昇平丸
昇平丸(しょうへいまる)は、幕末に薩摩藩が建造した洋式軍艦である。
後に江戸幕府に献上されて昌平丸と改称、練習船として使用された。
明治維新以後は開拓使で輸送船として使用されたが、
明治3年(1870年)に座礁して失われた。

## 船歴

### 建造
寛永12年(1635年)、幕府は諸大名の水軍力を抑止するために、武家諸法度の一つとして大船建造の禁(大船建造禁止令)を制定し、500石以上の船の建造が禁止された(後に商船のみ緩和)。19世紀に入り、日本沿岸にロシアを始めとする西欧諸国の艦船が現れるようになっても、幕府は大名に対して軍用の大船及び洋式船の建造を許可しなかった。
藩主に就任以降、富国強兵政策を採っていた薩摩藩主島津斉彬は、
嘉永5年12月27日(1853年2月5日)
に幕府に対して当時薩摩の庇護下にあった琉球王国の防衛を名目に、琉大砲船(洋式軍艦)の建造願いを提出した。
嘉永6年4月29日(1853年6月5日)に建造の許可が降りると、
同年5月29日(1853年7月5日)に桜島瀬戸村(漕ノ浦)造船所で起工した。
当初､琉大砲船は琉球国内で建造させようとしていた。江戸時代の日本では大型船舶の造船を禁止していた為､外洋船建造技術に乏しかったが､琉球王国では中国への朝貢の為の進貢船といった､外洋船の建造技術があった為である。しかし､琉球王国では材木調達に不自由な為､瀬戸村造船所で建造するに至った。また､この時､琉球王府から具志川親方､勝連親方の官吏二名がお目付け役として薩摩に派遣され昇平丸建造に携わっている。
工事の監督を主に行ったのは藩士田原直助だった。
琉大砲船の建造に着手した直後の嘉永6年6月(1853年7月頃)、アメリカ合衆国のマシュー・ペリー率いるアメリカ東インド艦隊が来航(黒船来航)すると、幕府は老中阿部正弘の主導で、8月8日(1853年9月10日)に水戸藩に「旭日丸」の建造を、9月8日(1853年10月10日)に浦賀奉行に「鳳凰丸」の建造を命じ、9月15日(1853年10月17日)には大船建造禁止令を解除した。
琉大砲船は嘉永7年4月3日(1854年4月29日)に進水し、安政元年12月12日(1855年1月29日)に竣工した。
嘉永7年5月10日(1854年6月5日)に竣工した鳳凰丸に続いて日本で2番目の洋式軍艦である。
竣工当日に前之浜に回航し、翌13日(1855年1月30日)に試運転を行った。

### 竣工後
琉大砲船は安政2年1月26日(1855年3月14日)に昇平丸と命名され、
同年2月13日(1855年3月30日)に鹿児島を出帆し、江戸へ向かった。
これが昇平丸の初航海で船長は石原龍助。
3月18日(1855年5月4日)に品海に到着、同月28日(1855年5月14日)には島津斉彬が乗船し大砲発射試験などを行った。
また6月7日(1855年7月20日)に水戸斉昭父子(徳川斉昭と徳川慶喜)が乗船し射撃運転を行った。
6月9日(1855年7月22日)に徳川家定が浜御殿から遠望、その命により8月13日(1855年9月23日)に幕府へ献上された。
(献上された際､琉大砲船という名目や琉球人が建造に携わったとして､琉球から使節が派遣されている。)
長崎海軍伝習所への伝習生派遣のために、
直ちに海軍伝習生を乗船させ勝麟太郎、矢田堀景蔵の指揮の下、9月3日(1855年10月13日)に品海を出帆、10月20日(1855年11月29日)に長崎に入港しオランダ人による伝習を行った。
文久元年5月以降から「昌平丸」は神奈川警衛に従事した。

### 日の丸
1854年(嘉永7年)3月の日米和親条約調印後、外国船と区別するための標識が必要となり、日本国共通の船舶旗(「日本惣船印」)を制定する必要が生じた。幕臣達は当初「大中黒」(徳川氏の先祖である新田氏の旗。白地に黒の横一文字)を日本惣船印に考えていたが、薩摩藩主島津斉彬、幕府海防参与徳川斉昭らの進言によって、「日の丸」の幟を用いることになり、同年7月9日(1854年8月2日)、老中阿部正弘により布告された。
昇平丸が幕府献上のために江戸へ回航された際、日の丸が船尾部に掲揚されたが、
これが日の丸を日本の船旗として掲揚した第一号であるとされている。
一方で上記の説は俗説に過ぎず、日の丸の船印は浦賀奉行の提案によるものであり、徳川斉昭の強い支持もあって鳳凰丸竣工に際し日本船の総印として規定され、その後の昇平丸にも適用されることになったとの見解もある。

### 明治維新後
明治2年8月29日(1869年10月4日)、大蔵省所管の昇平丸は咸臨丸と共に開拓使所管となり、
9月18日(1869年10月22日)に東京で大蔵省から開拓使に引き渡され、
輸送船として使われた。
明治2年12月24日(1870年1月25日)に米穀などを積み函館港を出帆し石狩へ向かったが、逆風のために安渡(現在の青森県むつ市大湊)に漂着、明治3年1月19日(1870年2月19日)に同地を出帆したが、
明治3年(1870年)3月、松前沖で嵐に遭遇し、北海道上ノ国木の子村の猫澤海岸で高波により座礁して破船した。
遭難の地には、慰霊碑が建てられている。